# Nemacladus australis
Nemacladus australis är en klockväxtart som först beskrevs av Philip Alexander Munz, och fick sitt nu gällande namn av Nancy Ruth Morin. Nemacladus australis ingår i släktet Nemacladus och familjen klockväxter. Inga underarter finns listade i Catalogue of Life.